# Papillipes spinifer
Papillipes spinifer es un hemíptero de la familia Aleyrodidae, con una subfamilia: Aleyrodinae.
Papillipes spinifer fue descrita científicamente por primera vez por Bink-Moenen en 1983.